# Banda Maguey
La Banda Maguey es una agrupación musical mexicana originaria de la ciudad Villa Corona, Jalisco, México, fundada en el año 1993, con intérpretes de música del género de la technobanda.
Junto con la Banda Machos, Banda Pequeños Musical y Banda Caña Verde, son unos de los grandes impulsores de la quebradita del estado de Jalisco.

## Orígenes
La agrupación fue formada en el año 1991 por Fernando Guardado y en abril del mismo año, se incorpora a la banda Ernesto Solano, quien fuera vocalista, compositor y líder. La banda, originaria del pueblo mexicano Villa Corona Jalisco, ya se encontraba formada pero no era del todo popular.
En 1994, al grabar el tema El alacrán, encabezan las listas de popularidad en México y Estados Unidos, y el disco Tumbando caña es grabado bajo el sello MCM, posteriormente en 1995, cambian de marca a Fonovisa, y con el tema Si tu no estás, vuelven a las listas estando por varias semanas, además de que este tema fuera su primer video musical.
En 1996, con Tu eterno enamorado, siguen dando popularidad a nivel internacional y nacional, y para 1997, con Pero te amo, siguieron rompiendo récords, al seguir por varias semanas en las listas de popularidad.
En el año de 1998, se unen a BMG, para 4 discos, con el primero Lágrimas de sangre, el tema que más le da popularidad fue Quiero volver, otro tema que volvió a las listas radiales.
En 1999, lanzan Mil Gracias, con temas clásicos como Dos gotas de agua, Los hombres no deben llorar, y Esta Navidad, composición de Solano.
Al abrir el nuevo milenio, se lanza el disco Escorpión, cuya portada contiene a dicho insecto en un fondo futurista, de este disco se desprendió Mi gran amor, con un video donde todos los integrantes dan una mirada al nuevo milenio, con distintos artefactos futuristas, otro tema más en las listas radiales.
En 2001, se lanza Canciones de mi pueblo, disco compuesto de rancheras y corridos, y en el 2002, deciden volver a Fonovisa, con el disco Me recordaras, del cual su sencillo "No puedo dejarte de amar", que nuevamente se coloca en las listas.
En 2003, con el disco Metamorfosis, dan un toque sinaloense, al agregar sonidos de tuba, en todo el disco, además de un tema con Laura Flores. Deben su nombre a la planta característica de Jalisco:el maguey con el cual se prepara el tequila, bebida alcohólica tradicional de ese estado.

## Controversias
Entre 1995 y 1996, existía otra Banda Maguey De Godofredo Hurtado, hasta que fueron obligados a cambiar de nombre por Banda Zorro, cabe recordar que Hurtado fue el hombre que movió a distintas agrupaciones del género grupero.
En 2006, Ernesto Solano, decide emprender una carrera como solista, un año después, salió su primer tema "Se te olvidó", y como segundo sencillo "Soy yo".
En reemplazo de Solano, entran dos voces nuevas Abel Sandoval exvocalista del grupo Viento y Sol, y Juan Vázquez originario de Tapalpa Jalisco, y el mismo año graban un disco celebrando sus 15 años de trayectoria y el ingreso de los dos nuevos vocalistas, disco que lleva por título: "XV+2", con los temas "Preguntele a ella" y "Tutankamona", bajo el sello Universal, esto manifestaba que los jaliscienses ya no tendrían el éxito que tenían anteriormente, por la salida de su vocalista estrella, pero poco a poco han logrado seguir en el gusto de la gente. Además en 2012 Solano fue encarcelado por un supuesto uso ilegal del nombre de la banda. En año 2018 salen otros dos integrantes Miguel Ángel Vidal Pulido y Samuel Vidal Pulido y forman otra Banda que le ponen por nombre la original Banda da Maguey la Estrella de los bailes, esto genera una gran polémica entre los integrantes,  Fernando Guardado,  Luis Antonio Plasencia y  J. Rosario  Cisneros prohibiéndoles el uso de nombre  a Miguel Ángel Vidal Pulido y Samuel Vidal y que a aún en día existen las dos bandas.

## Desde la salida de Solano a la fecha
En el 2007, graban Como México no hay dos bajo el sello de Three Sound Records, lanzando el tema Jacinto Pérez de La O, cover de Joan Sebastián.
En el mes de mayo de 2008 se integra un nuevo cantante Alan Paredes y lanzan el tema El aniversario de un adiós que rápidamente logra colocarse en el gusto de público y en los primeros lugares de popularidad, dicho tema viene incluido en el disco Para que no me olvides, y en el mismo año, durante una emisión del programa Muévete, interpretan su siguiente sencillo que fue Te lavaste la cara y el mono no, dicho sencillo está incluido en su nueva producción llamada Pa`que veas lo que se siente.

## El éxito en un cóver
En 1995, graban el sencillo Eva María, éxito que pondría en ascenso su carrera musical e incluso los llevaría a ganar el Premio Furia Musical.

## Discografía
- 1993 Tumbando caña (primer disco y único para MCM)

- 1995 La Estrella De Los Bailes (primer disco para Fonovisa)

- 1996 Tu eterno enamorado

- 1997 El Mundo Gira (último disco para Fonovisa)

- 1998 Lágrimas de Sangre (primer disco para BMG)

- 1999 Mil Gracias

- 2000 Escorpión

- 2001 Canciones de mi pueblo (último disco para BMG)

- 2002 Me Recordarás (retorno a Fonovisa)

- 2003 Metamorfosis (último disco para Fonovisa oficialmente)

- 2006 XV+2 (único disco para Viva Music)

- 2007 Como México no hay dos (primer disco para Three Sound Records)

- 2009 Para que no me olvides

- 2009 Pa' que veas lo que se siente

- 2012 Lo que son las cosas